# Hendrick Hop
Hendrick Hop (ur. 1686, zm. 1761) – holenderski oficer i dyplomata.
Jego ojcem był Jacob Hop (1654–1725), którego Hendrick był drugim synem. Hendrick został dzięki wpływom ojca oficerem regimentu Nassau-Ouwerkerk. W roku 1710 awansował na majora, a w 1727 na pułkownika (kolonel-commandant). Karierę wojskową zakończył jako generał i gubernator miasta Namur.
W latach 1723–1761 był holenderskim ambasadorem w Londynie.
Jego starszym bratem był Cornelis Hop (1685-1762).